# Теургијска медицина
Теургијска медицина је један од облика традиционалне медицине заснован на молитвама, настала у средњем веку. У одређеним формама таурегијаки начин размишљања и понашања задржао се и до данашњих дана у појединим крајевима света.
За разлику од медицине као науке, које стално нешто открива настојећи да нам живот учине удобнијим и бољим (истина, понекад и опаснијим), Теургијска медицина, не чини никаква открића те врсте; њена тема је оно што је познато, оно што нам је најближе и најочигледније, но то што се чини најприсутнији често се показује и најмање очигледним, па је у недостатку доказа сматрано чаролијом.

## Појмови
Теургија
Теургија  (грч. θεουργία) је чин, чаролија, способност чињења чуда, видовитост. Она своје принципе лечења заснива на упражњавају молитви, записа, ношењу талисмана, помоћу којих се покушава заштитити здравље или постићи излечење болести.
Теургијски запис
У теургијској медицини то је посебно цењен наменски исписан (преписан) текст или запис, дотеран, украшен или аранжиран према посебним правилима, који се стално носи са собом.
Теургијски талисман
У теургијској медицини талисман је предмет или нека друга ствар која се чува и носи, јер по општем веровању штити власника, од болести и несреће. Сваки предмет или ствар може бити талисман, што је индивидуално. Мора се добро чувати јер је и сам његов губитак може бити знак будуће болести или несреће.

## Историјат
Народ је вековима придавао значај сили излечења коју су поседовали поједини свеци (магијским комуницирањем са Богом) који су тако постали помоћници којима су се верници утицали на специфичне болести или тегоба. С једне стране се то се може обијаснити теургијским принципима, по којима је болест везана уз трансцендентално, а са друге чињеницом да против многих болести није било ефикасног лека ни лекара да помогне. Временом су тако неки свеци-заштитници, постали „специјалисти“ које је народ призивао или уско везовао уз одређене болести. Тако се нпр. св. Вид сматрао заштитником од очних болести. Популарности светаца доприносиле су молитве, народне изреке, али и заветне цркве и капеле са иконографским приказима на њиховим олтарима.
У теургијској медицини посебно је био цењен наменски исписан (преписан) текст или запис, дотеран, украшен или аранжиран према посебним правилима, који се стално носи са собом. Запис има далеко већу снагу од речи или молитве која се изговори наглас или усеби. Он са материјалном подлогом на којој се налази, зависно о знању и вештини аутора, често представља и уметничко дело према којем власник има посебан однос. Делотворне моћи таквих записа и веровање у њихов учинак, систематизација знања о мистичним својствима слова која се штампају, појединачно, у речима или целим реченичнима, представљају један од феномен или облик народне или теургијске медицине. Уопштено гледано може се рећи да било који текст надахнут односом човека према светом тексту, има свој теургијски смисао и циљ.

## Принципи
Теургију или окултизам као ритуалне и механичке процедуре (по неким филозофима) коришћене су за постизање што интимнијих контаката са божанским. Иако је окултизам ближе религији, многи су теургијске враџбине изједначавају је са магијом. 
У категорију људи који су се бавили теургијској медицином треба сврстати различите практичаре које су назвали mageia, goeteia, или pharmakeia, специјалисте који су се бавили теургијској медицином. Ако су се бавили магијом мушкарци су називани су магови  (magos), а ако су биле жене готесе (goes; крици, магичне речи) или ако су се бавили фармакијом (pharmakeus, особа која употребљава биљне отров) називани су фармакиси (pharmakis) или гоетиде (goetis), ако су биле жене. У том смислу мушкараци су мађионичари чаробњаци (magus) или венефици (veneficus; тровач) и кантатрици (cantatrix, изговарање клетвии, магичних речи), саге (saga; плава жена, стара жена, која је умела да лечи и излечи, прочистити некога чини и ноћне море као и да призове духове) или венефициe (veneficia) ако су жене.
Маг је реч која потиче из Персије и пзначава свештеника или верског специјалисту. Међутим, како су се Магови све више имали негативнеу репутације; њихова лекарска пракса се сматрала нечим ванземаљским, што је било у супротностима са хришћанском религијском традиције.

## Супротстављени ставови
Став да су магијских радње недозвољене био је све израженији у Грчкој и Риму, где су чаробњаци могли бити санкционисано од стране власти, али и од људи који су у човеку који се бавио магијом, видели потенцијалну опасност за заједницу. 
Са појавом хришћанства магијске радње су све више и нападнути од стране цркве, која је радила заједно са цивилним властима. Ови други су забринути за јавни ред и мир и људску безбедност, медицинску праксу која је угрожавала животе људи процесуирала. 
Хришћанство је магију, употребљавало на подручју зла, ђавола, тај тамо где човек само покушава да користи магију, која није била штетна (као што су прорицање судбине, коришћење амајлије, опевање болесних, љубавни напитак, средство за побачај итд ). Чаробњак чини духове подређеним и због тога он то може само са злим духовима. Међутим, они су толико моћни да човек постане будала и следбеник ђавола. Хришћанство је ђавола сматрало противником Бога или Христа. Христос треба да буде решен власти ђавола, и зато се између њих стално води жестока битка. Свако ко није на страни доброг, Христа, директно или индиректно, на страни је ђавола. Ова хришћанска доктрина постојања сукоба природног и натприродног, укључује демоне, невернике (пагане), јеретике и вештице и чаробњаке.